# SAR-Klasse 23
Die Lokomotiven der Klasse 23 der South African Railways (SAR) waren Dampflokomotiven mit der Achsfolge 2'D1' (Mountain). Die Klasse war die schwerste und leistungsfähigste der zahlreichen Mountain-Klassen der SAR und auch die mit den größten Treibrädern. Mit 136 Exemplaren gehörte die Klasse auch zu den zahlreichsten Dampflokomotiven in Südafrika.

## Lieferung
Die Lokomotiven wurden 1936 für den Reise- und Güterzugdienst auf Hauptstrecken entwickelt. Ursprünglich war geplant gewesen, zur Erprobung zunächst eine kleine Serie von 20 Lokomotiven zu beschaffen, doch wegen der sich zuspitzenden politischen Situation in Europa wurden noch vor deren Ablieferung 116 weitere bestellt. Die ersten 20 erhielten die Bahnnummern 2552–2571, die übrigen die Nummern 3201–3316. Hersteller waren die Henschel-Werke (98 Stück) und die Berliner Maschinenbau AG (38 Stück).
Die letzten Exemplare wurden im August 1939 in Betrieb genommen, weniger als einen Monat vor Kriegsausbruch. 

## Technik
Die Lokomotiven waren eine vergrößerte Ausführung der zunächst ebenfalls von Henschel und der BMAG gebauten Klassen 15E und 15F; Zylinderabmessungen und Kessel (Standardkessel 3B) waren identisch, allerdings lag der Kesseldruck um 10,3 N/mm² (15 psi) höher, wodurch sich trotz der von 1.524 auf 1.600 mm vergrößerten Kuppelräder eine höhere Zugkraft ergab. Wie bei der Klasse 15F wurde eine Walschaerts-Steuerung anstelle der Caprotti-Ventilsteuerung der Klasse 15E eingebaut.
Obwohl die Klassen 15E und 15F etwas kleinere Räder haben, liegt die Kesselmitte der Klasse 23 um einige Zentimeter niedriger, so dass der Schornstein entsprechend länger ausfallen konnte. Der Grund dafür ist, dass die Klasse 23 ursprünglich mit noch größeren Rädern (1.676 mm) geplant war, dies jedoch in einer späten Konstruktionsphase geändert wurde, damit engere Kurven durchfahren werden konnten. Auch mit den 1.600-mm Rädern war der feste Achsstand jedoch noch so groß, dass die erste Kuppelachse mit seitlichem Spiel versehen werden musste.
Die Lokomotiven erhielten als erste Serienlokomotiven der SAR sechsachsige Tender, um sie effizienter auf Strecken in der wasserarmen Karoo einsetzen zu können. Es war geplant, einige der Lokomotiven mit einer Stromlinienverkleidung zu versehen, vor allem aus Gewichtsgründen wurde jedoch davon abgesehen.
Mit einem Dienstgewicht von 112,7 t (ohne Tender) wurde die Klasse 23 in Südafrika – abgesehen von Gelenklokomotiven  – nur von den Klassen 18 und 25 überboten. Das Gesamtgewicht mit Tender lag bei 218,6 t. Die Maschinen gehören damit zu den weltweit größten nicht gelenkigen Dampflokomotiven für Kapspur.

## Einsatz und Verbleib
Zunächst wurden die Lokomotiven der Klasse 23 auf den Strecken zwischen Touwsrivier und Beaufort West sowie De Aar und Klerksdorp eingesetzt, wo sie die Hauptlast des Betriebs trugen. Mit dem Erscheinen der Klassen 25 und 25NC ab 1953 sowie der Elektrifizierung einiger Streckenabschnitte wurden viele Lokomotiven der Klasse 23 nach Bloemfontein verlegt, von wo aus sie nach Kimberley und Kroonstad eingesetzt wurden. 
Risse in den Rahmen, bedingt durch Stahl minderer Qualität, der wegen des sich abzeichnenden Kriegs beim Bau verwendet werden musste, führten zur Ausmusterung der gesamten Klasse in den 1970er Jahren. Ein Teil der Tender wurde an Maschinen der ursprünglich nur mit vierachsigen Tendern ausgestatteten Klasse 15F weiterverwendet.
Eine Lokomotive (Nr. 3300) wurde von der SAR im Einsatzbestand behalten und für Sonderfahrten verwendet. Ein weiteres Exemplar, Nr. 2556, ist ebenfalls erhalten geblieben und steht als Denkmallokomotive in einem Park in Touws River. Zwei lange im Depot Millsite bei Krugersdorp abgestellte Maschinen (Nr. 3286 und 3311) wurden erst 2008 verschrottet, was Proteste von Eisenbahnfreunden ausgelöst hat, weil sie für die Erhaltung vorgesehen und entsprechend markiert waren.